# Plazuela Ramón Castilla (Iquitos)
La plazuela Ramón Castilla es un espacio público ubicado al noreste de la ciudad de Iquitos, en Perú. El término plaza se utiliza como antonomasia para referirse a todo el conjunto de edificios históricos y comerciales que se encuentra alrededor de la plaza. El nombre proviene por el estadista y militar Ramón Castilla y Marquesado, presidente de la entonces República Peruana que por orden del mismo Castilla entre 1863 y 1864 envió diversas embarcaciones para la colonización de Iquitos.

## Historia

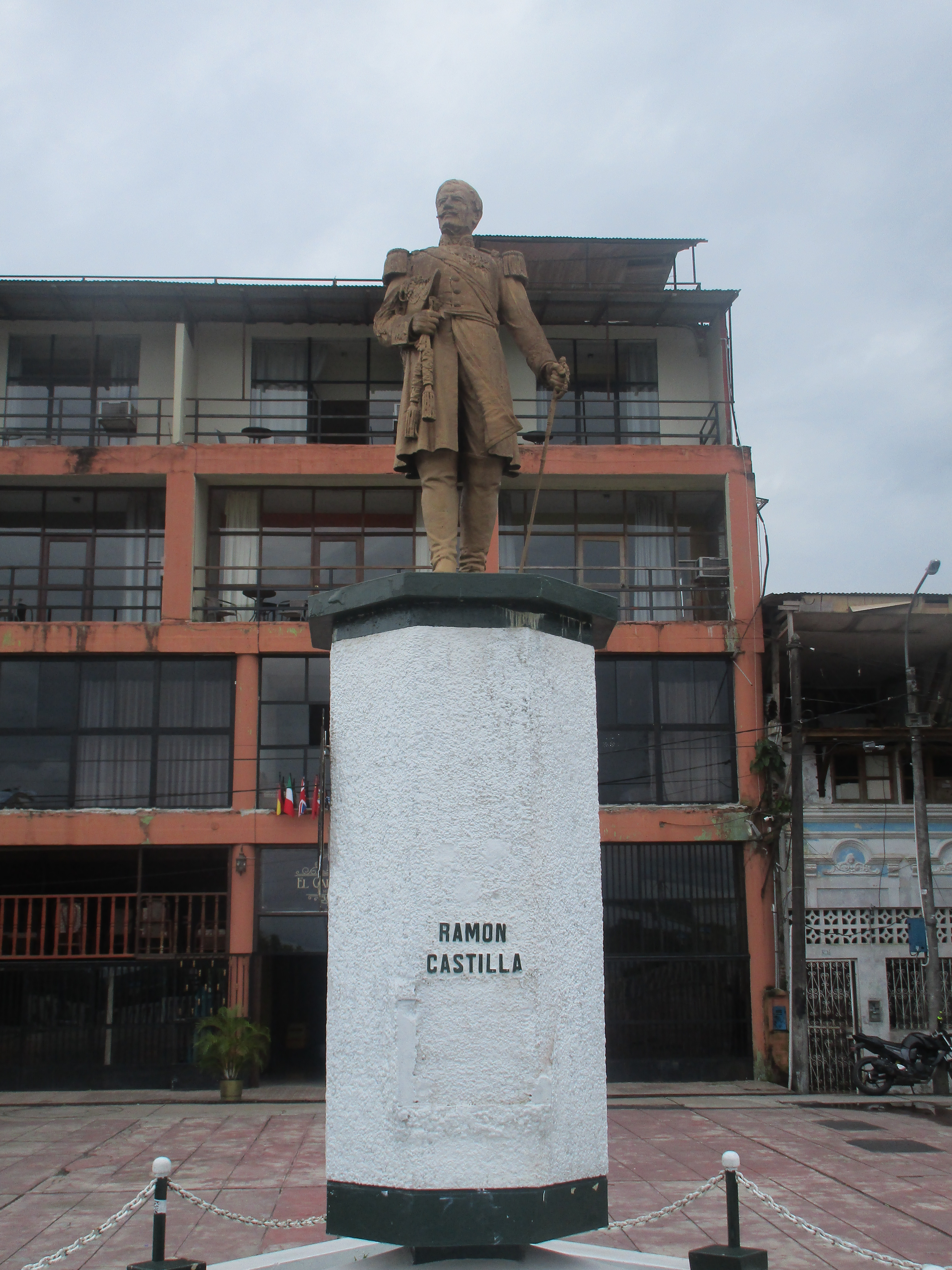
Estatua a honor a Ramón Castilla en el corazón de la plaza.

El gigante espacio público es el más viejo en importancia de Iquitos, en su tiempo especialmente durante la fiebre del caucho reemplazo al malecón Tarapacá como principal punto financiero de la joven ciudad, tanta fue la importancia que llegó a contar con la presencia de diversos consulados y locales importantes de empresarios llegando a catalogarse como Wall Street del Caucho en mención al barrio Wall Street en la ciudad estadounidense de Nueva York. La plaza también funcionaba como sitio portuario por tener un pequeño pero largo puerto que está a orillas de la bahía del Itaya.

## Descripción
Actualmente la plaza desde el aspecto cultural-histórico cuenta con una biblioteca y diversos museos, desde el aspecto comercial-turístico cuenta con varios hoteles y sitios de ocios como restaurantes y discotecas, varios edificios históricos también tiene la función de hoteles como la Casa Morey a los alrededores de la plaza también se puede encontrar la venta ambulatoria de comida, el antiguo puerto sigue funcionando pero para pequeñas embarcaciones que ofrecen paseos a otros puntos de la misma ciudad o a sus alrededores, o simplemente llevar viajes en la bahía o el río Amazonas, en algunas zonas de puerto se pueden encontrar casas flotantes y barcos como el Ayapua que igualmente funcionan como museos o lugares de ocio.